# シハイスミレ
シハイスミレ（Viola violacea Makino）は、山間部に見られるスミレ科スミレ属の植物の1種。早春に赤みの強い紫の花をつける。

## 特徴
立ち上がる茎のない、小柄なスミレ類で、スミレに似ているが、やや小柄で赤みが強い。全体に毛がない。
地下茎はごく短く、また太くならない。あまり株立ちにはならない。匍匐茎も出さない。葉は少数を根生する。背丈はせいぜい10cm、より低いこともある。葉は長い柄があり、葉身は2-4cm、葉柄はそれと同じくらいか長い程度。葉身は細長く、三角状狭卵形、基部は深い心形。縁にはごく浅い鋸歯が出る。葉は柔らかく、表面は深緑色で時に白い斑が入る。裏面は緑の色が薄く、それに紫の色が乗るのが普通である。紫の色には個体差があり、薄く紫のものからかなり濃いものまであり、色の濃いものでは葉柄なども紫がかる。両面とも毛はない。
花茎は細く立ち上がる。花期は3-5月と言われるが、同じ地域のスミレの中でも早いほう。花は赤みの強い紫だが、ほとんど白く見えるほど薄い場合もある。花弁は長さ8-11mm、側弁はふつう無毛、距は長さ5-6mm、細くて上を向いている。
和名シハイスミレは「紫背菫」の意で、葉裏が紫色をおびることによる。

## 生育環境
山間部に生育する。標高が高い場所とは限らないが、市街地や耕作地の周りに出現することはなく、雑木林や森林の林縁などに生える。やや木陰に見られることが多い。数は多く、生育地では密集した群落は作らないが、まばらに多数が生えた結果として一面に花が咲いているのを見ることがある。

## 分布
本州（東北地方南部以西）、四国、九州に分布し、国外では朝鮮半島南部から知られる。

## ギャラリー

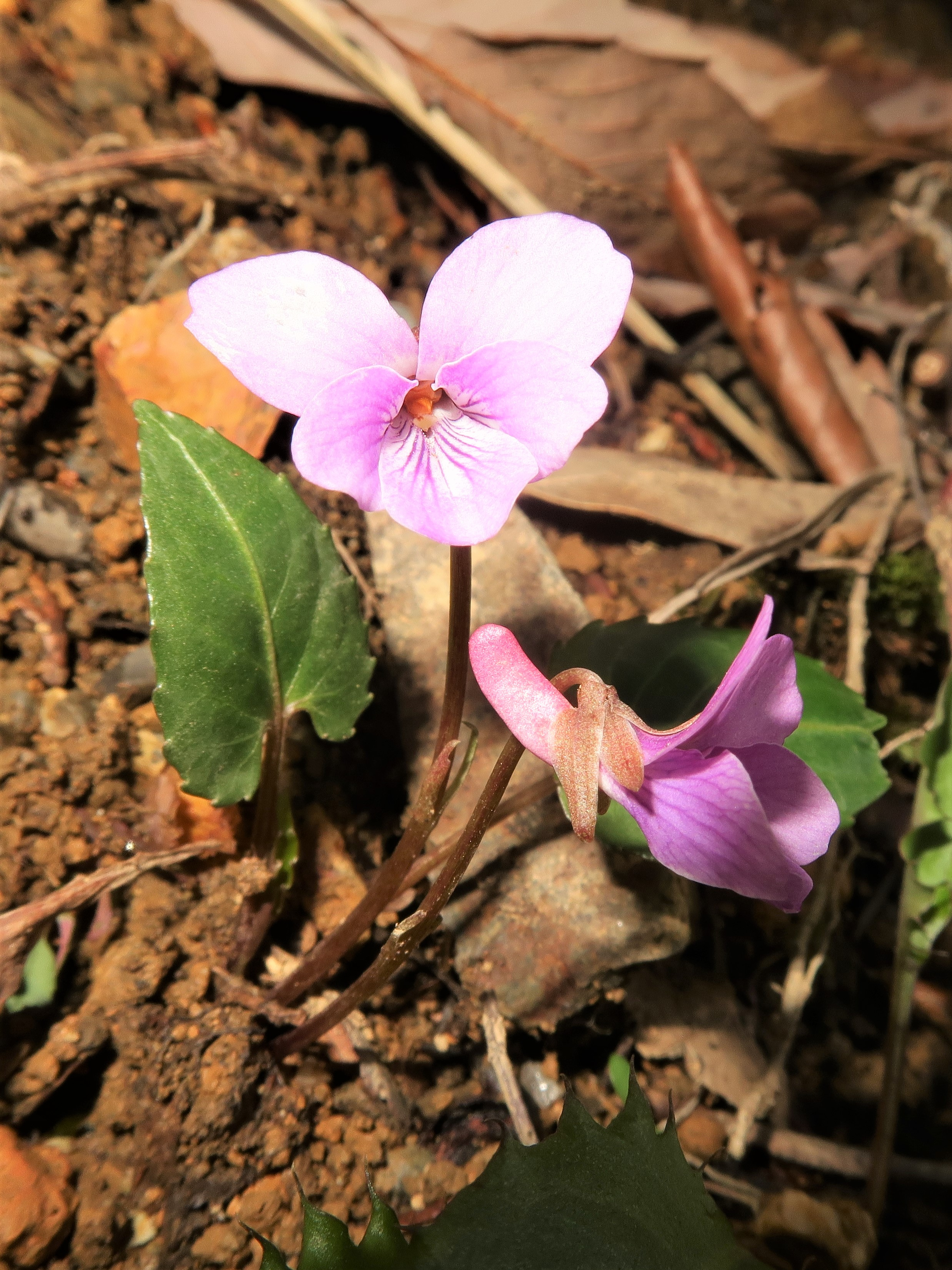
花は紅紫色、側弁の基部は無毛。花柱はカマキリの頭形になる。
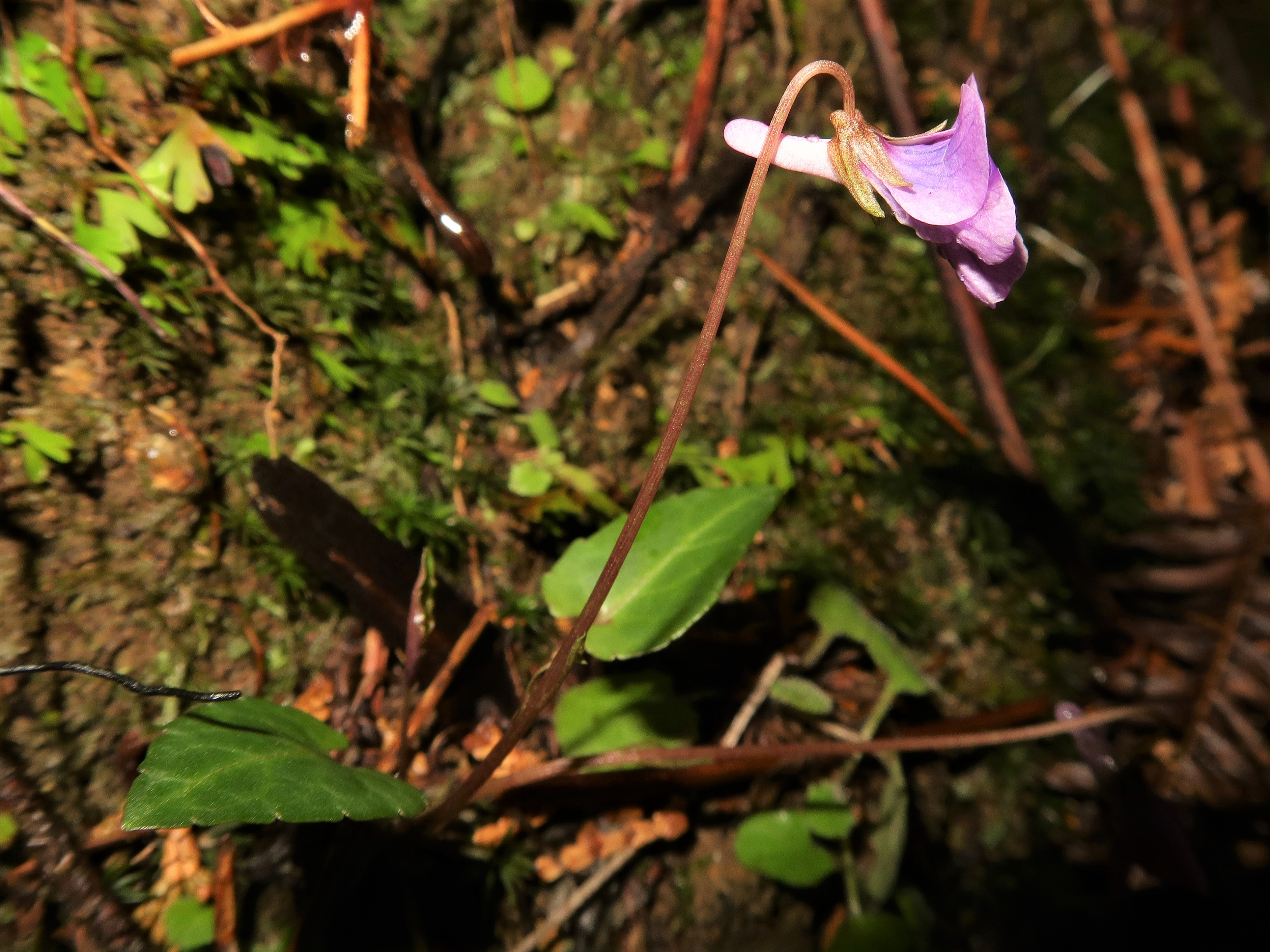
唇弁の距は細く、上向きにゆるやかに曲がる。萼片は広披針形で、付属体は三角形になる。
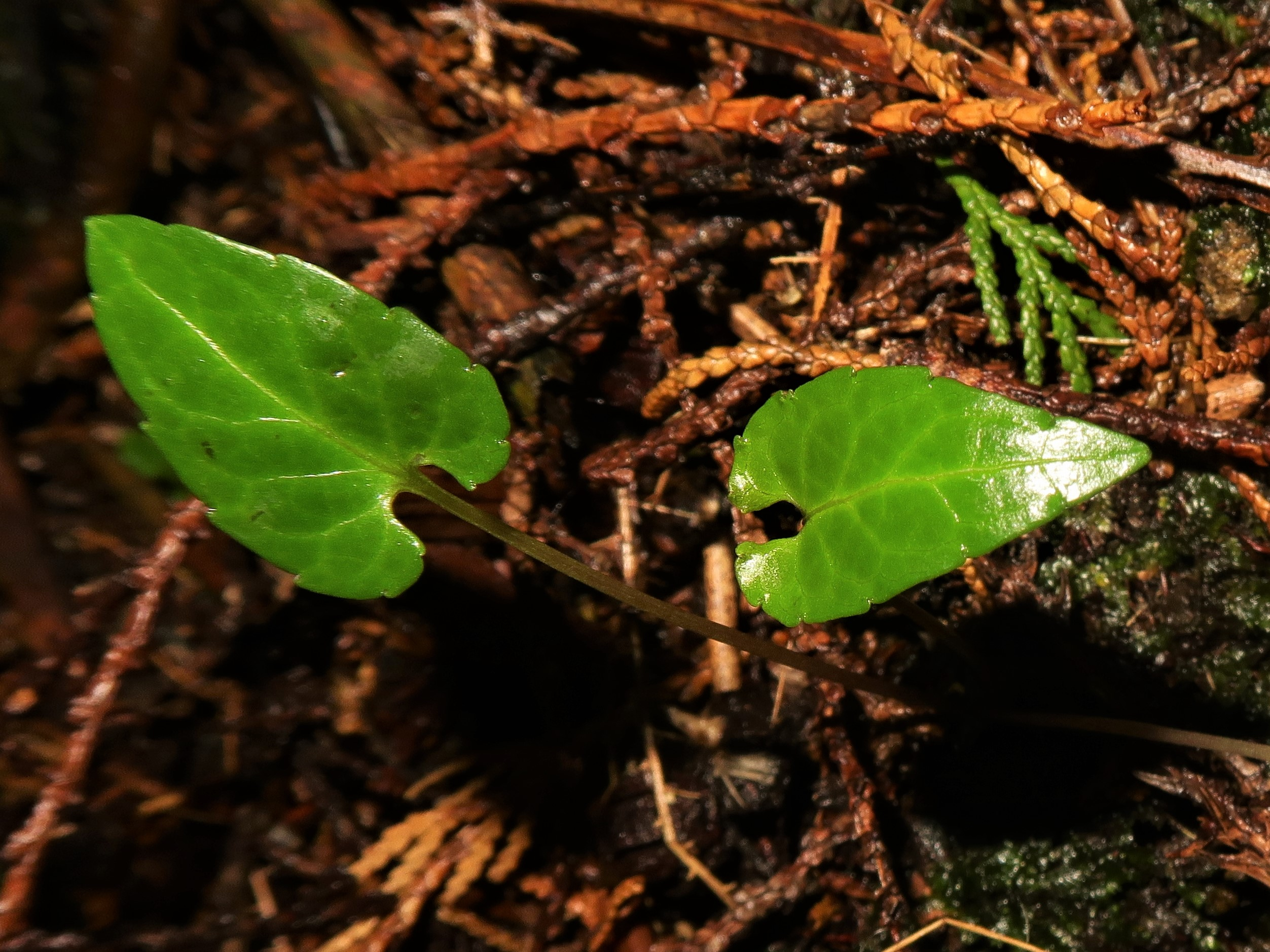
葉は長卵状三角形、先端は鋭頭になり、表面は濃緑色、ふつう脈に沿って白斑がある。
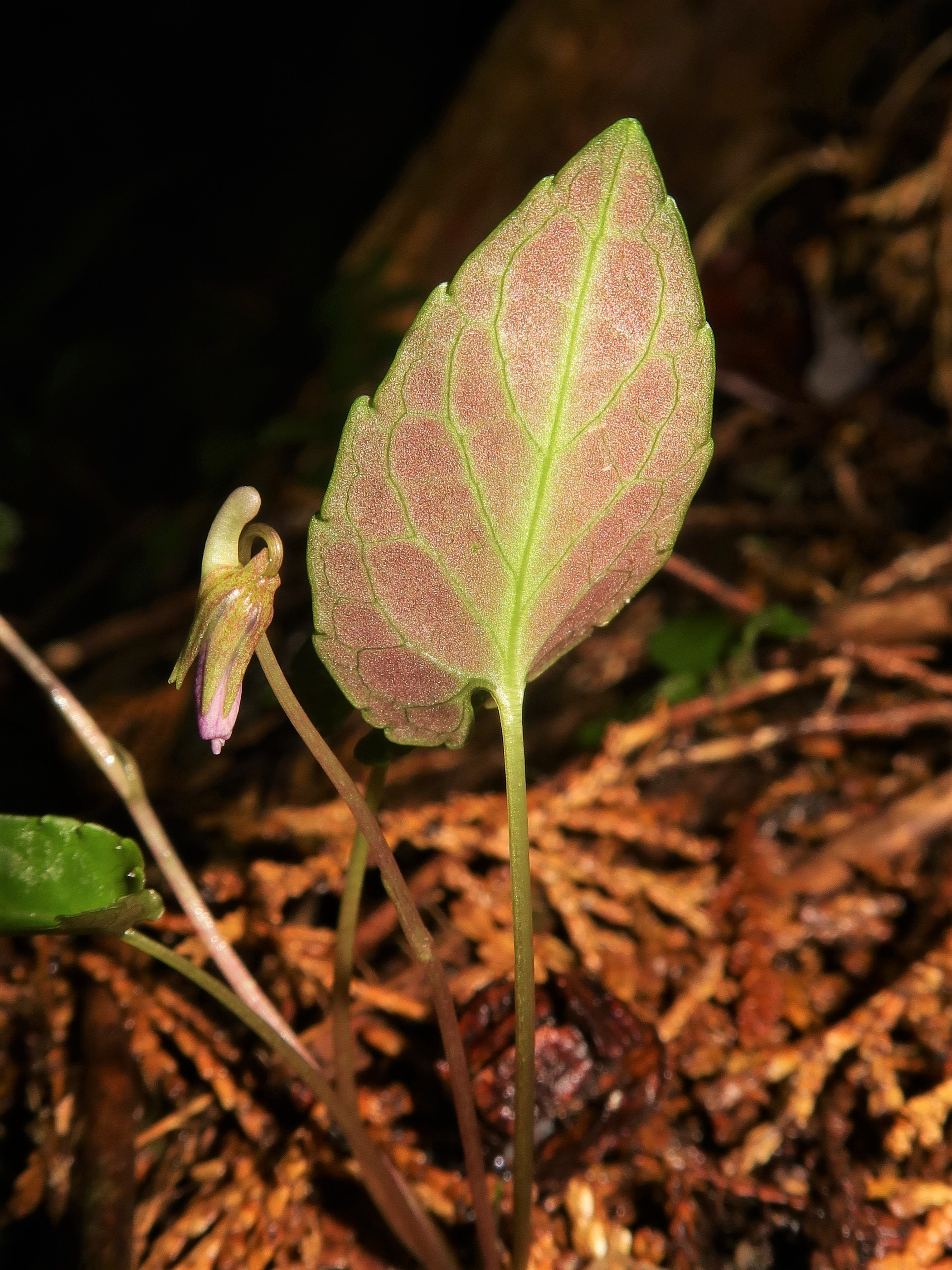
葉の裏面は紫色をおび、和名の由来となる。

## 近縁種等
個体変異は多く、以下のような品種が記載されているが、普通の図鑑では取り上げられるほどのものではない。こういうのにいちいち名前が付いているのはスミレならでは、と言えなくもない。それぞれの特徴はその名そのままである。
- f. albida (Nakai) F. Maek.：シロバナシハイスミレ
- f. concolor Nakash.：ミドリシハイスミレ
- f. versicolor E. Hama：フイリシハイスミレ

種内の変種としては以下のものがある。さらにその変種もある。
- V. violacea var. makinoi (H.Boissieu) Hiyama ex F.Maek.：マキノスミレ
  - f. variegata E. Hama：フイリマキノスミレ

本州から知られる。 シハイスミレよりさらに葉が細く、萼片はより幅広く、距はより長いなどの違いがある。
他に、自然雑種が知られており、エイザンスミレ V. eizanensis とのものは以下の名を与えられている。さらにその変種も記載されている。
- V. x taradakensis Nakai：フギレシハイスミレ
  - nothof. variegata E. Hana ex T. Shimizu：フイリフギレシハイスミレ

ヒゴスミレ V. chaerophylloides var. sieboldiana との間には以下のものがある。なお、これは原記載の段階ではエイザンスミレとの自然雑種と考えられていた。
- V. x ogawae Nakai ：カツラギスミレ
  - f. nothof. variegata  E. Hana ex T. Shimizu：フイリカツラギスミレ

シハイスミレに似た別種にはゲンジスミレ V. vriegata var. nipponica、フジスミレ V. tokubuchiana、ヒナスミレ V. tokubuchiana var. takedana などあるが、それらは、本種より幅広い葉を持ち、有毛であるなどの点で違いがある。